# Phương Đình
Phương Đình là tên một xã của huyện Đan Phượng, thành phố Hà Nội, Việt Nam. Xã Phương Đình có các làng Phương Mạc, Ích Vịnh, La Thạch, Cổ Thượng, Cổ Hạ, Trại Cổ Ngõa, Địch Trung, Địch Thượng,Địch Đình,va Địch Trong. Các làng nằm bên dòng sông Đáy gồm có Phương Mạc, La Thạch, và Địch Thượng.